# Le Crocq
Le Crocq est une commune française située dans le département de l'Oise et la région des Hauts-de-France.
Ses habitants sont appelés les Crocquants ou les Croquois.

## Géographie

### Localisation

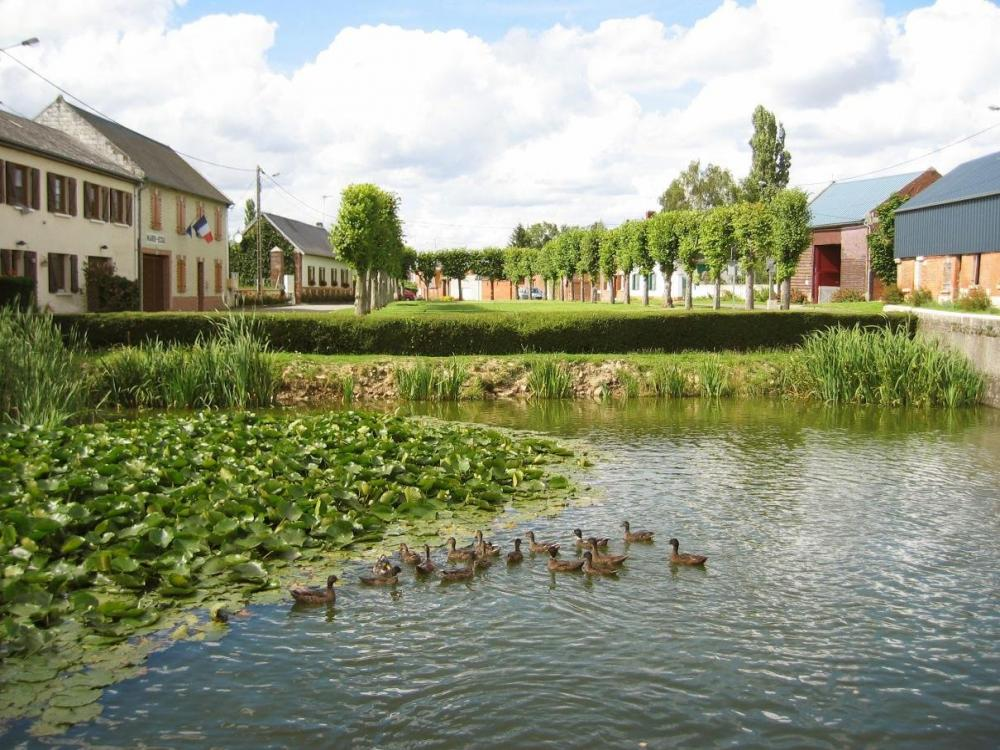
Ambiance du village : la mare.

Le Crocq est un village rural de Picardie situé dans le Plateau picard, dans la partie nord-ouest du département à mi-chemin environ de Amiens et de Beauvais.
En 1836, Louis Graves indiquait qu'il s'agissait d'une « petite commune dont le territoire est nettement borné au midi par la route royale de Rouen à La Capelle, et à l'est par la voie romaine d'Amiens à Beauvais qui se croisent à angle droit; elle est placée à l'origine du ravin qui descend à Cormeille et à Blanc fossé ; le chef-lieu rapproché de la limite orientale est formé d'une rue principale, large, sur l'ancienne roule d'Amiens à Beauvais par Croissy ».

### Communes limitrophes
Les communes limitrophes sont  Cormeilles, Doméliers, Hardivillers et Oursel-Maison.
|           | Cormeilles    |              |
| Domeliers | du Crocq      | Hardivillers |
|           | Oursel-maison |              |

### Géologie et relief
Le territoire communal s'étend sur 310 hectares dont l'altitude varie de 145 à 187 mètres.

### Hydrographie

#### Réseau hydrographique

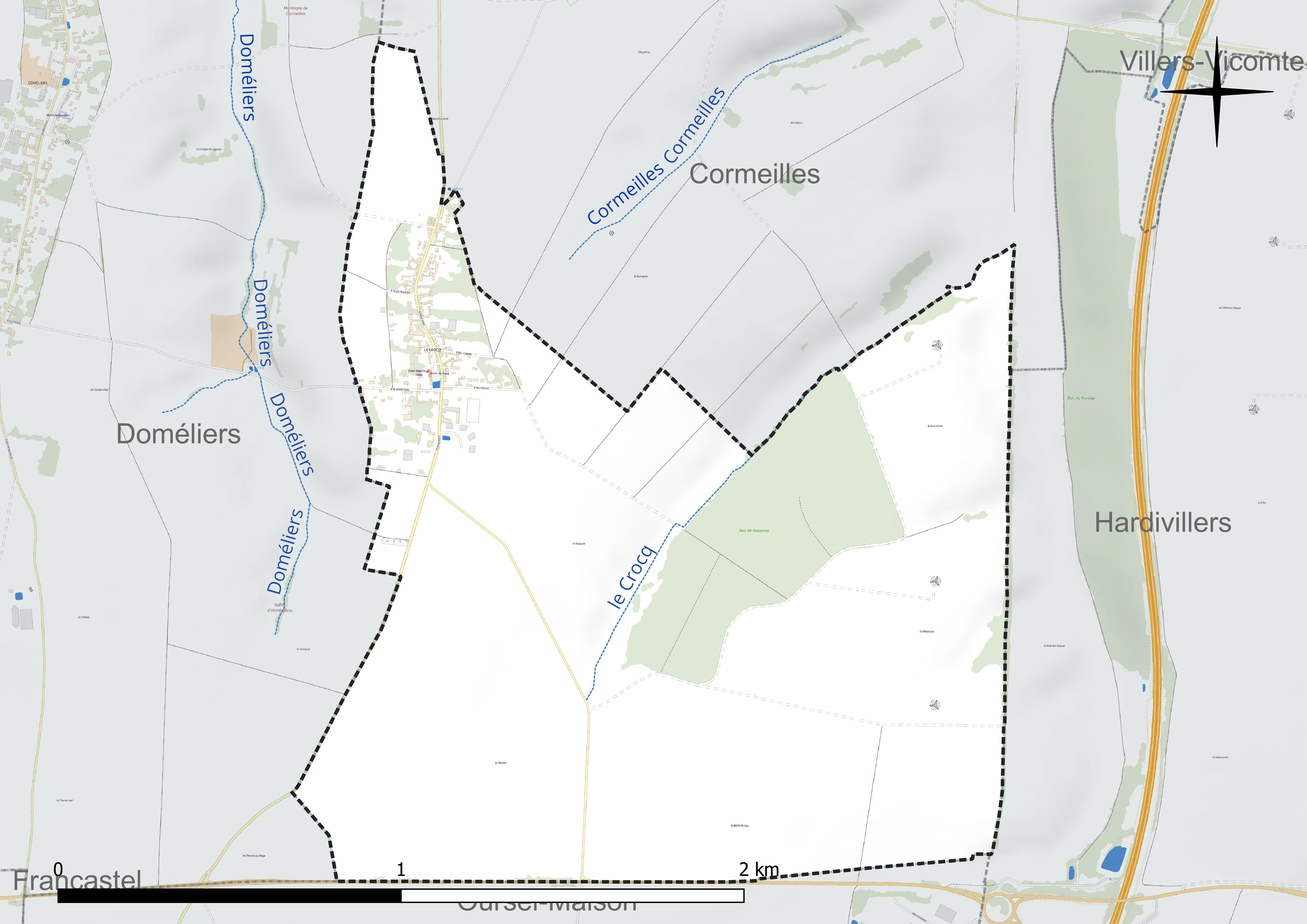
Réseau hydrographique du Crocq.

La commune est située dans le bassin Artois-Picardie. 
Elle est drainée par le Crocq.

#### Gestion et qualité des eaux
Le territoire communal est couvert par le schéma d'aménagement et de gestion des eaux (SAGE) « Sensée ». Ce document de planification concerne un territoire de 1 835 km2 de superficie, délimité par le bassin versant de la Somme canalisée. Le périmètre a été arrêté le 29 avril 2010 et le SAGE proprement dit a été approuvé le 6 août 2019. La structure porteuse de l'élaboration et de la mise en œuvre est le syndicat mixte d'aménagement hydraulique du bassin versant de la Somme (AMEVA).
La qualité des cours d'eau peut être consultée sur un site dédié géré par les agences de l'eau et l'Agence française pour la biodiversité.

### Climat
Pour des articles plus généraux, voir Climat des Hauts-de-France et Climat de l'Oise.
En 2010, le climat de la commune est de type climat océanique dégradé des plaines du Centre et du Nord, selon une étude du CNRS s'appuyant sur une série de données couvrant la période 1971-2000. En 2020, Météo-France publie une typologie des climats de la France métropolitaine dans laquelle la commune est exposée à un climat océanique et est dans la région climatique Nord-est du bassin Parisien, caractérisée par un ensoleillement médiocre, une pluviométrie moyenne régulièrement répartie au cours de l'année et un hiver froid (3 °C).
Pour la période 1971-2000, la température annuelle moyenne est de 10 °C, avec une amplitude thermique annuelle de 14,4 °C. Le cumul annuel moyen de précipitations est de 750 mm, avec 11,9 jours de précipitations en janvier et 8,4 jours en juillet. Pour la période 1991-2020, la température moyenne annuelle observée sur la station météorologique la plus proche, située sur la commune de Rouvroy-les-Merles à 13 km à vol d'oiseau, est de 10,7 °C et le cumul annuel moyen de précipitations est de 647,9 mm,. Pour l'avenir, les paramètres climatiques de la commune estimés pour 2050 selon différents scénarios d'émission de gaz à effet de serre sont consultables sur un site dédié publié par Météo-France en novembre 2022.

## Urbanisme

### Typologie
Au 1er janvier 2024, Le Crocq est catégorisée commune rurale à habitat dispersé, selon la nouvelle grille communale de densité à sept niveaux définie par l'Insee en 2022.
Elle est située hors unité urbaine. Par ailleurs la commune fait partie de l'aire d'attraction de Beauvais, dont elle est une commune de la couronne,. Cette aire, qui regroupe 162 communes, est catégorisée dans les aires de 50 000 à moins de 200 000 habitants,.

### Occupation des sols

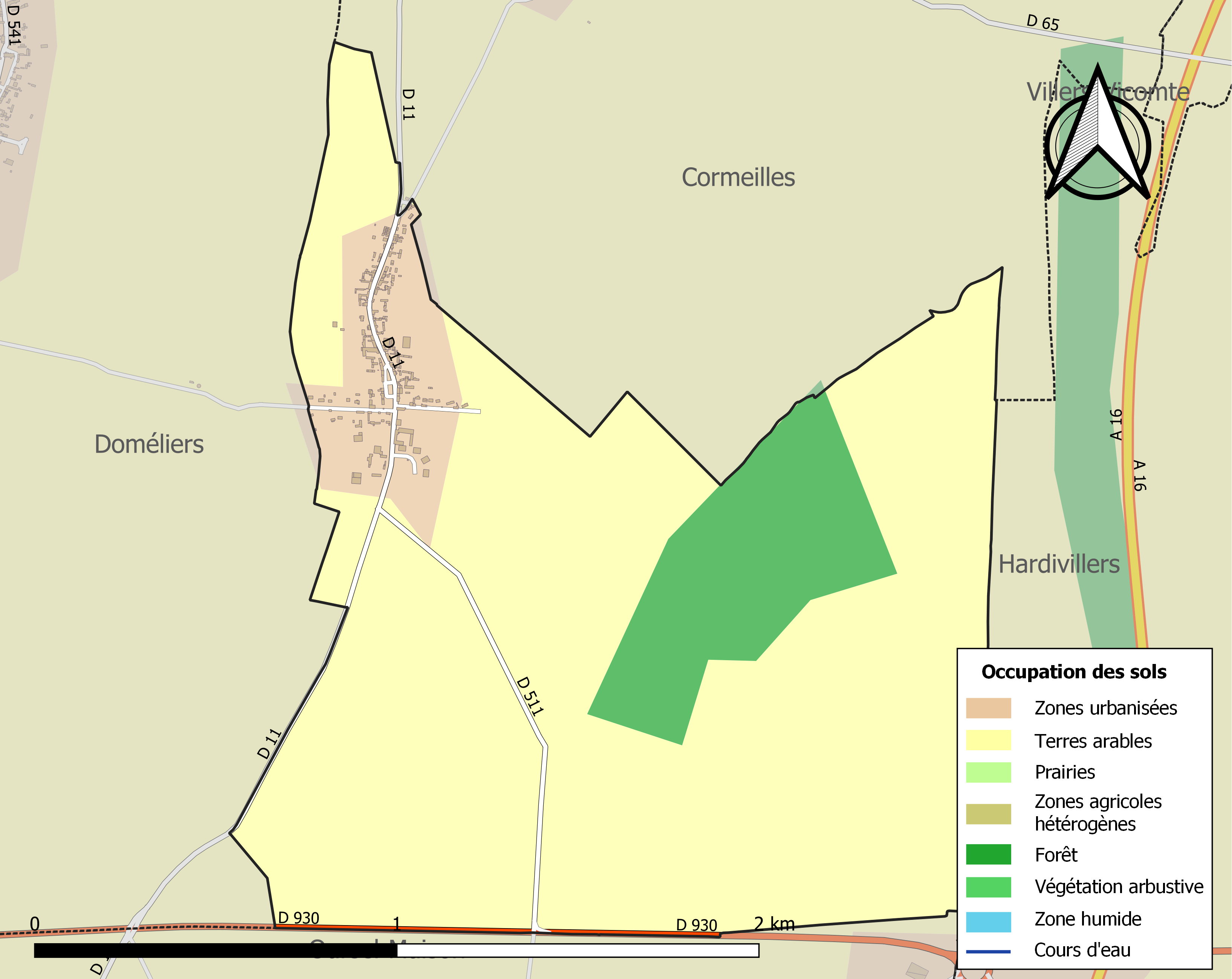
Carte des infrastructures et de l'occupation des sols de la commune en 2018 (CLC).

L'occupation des sols de la commune, telle qu'elle ressort de la base de données européenne d'occupation biophysique des sols Corine Land Cover (CLC), est marquée par l'importance des territoires agricoles (80,3 % en 2018), une proportion identique à celle de 1990 (80,3 %). La répartition détaillée en 2018 est la suivante : 
terres arables (80,3 %), forêts (11,6 %), zones urbanisées (8,1 %). L'évolution de l'occupation des sols de la commune et de ses infrastructures peut être observée sur les différentes représentations cartographiques du territoire : la carte de Cassini (XVIIIe siècle), la carte d'état-major (1820-1866) et les cartes ou photos aériennes de l'IGN pour la période actuelle (1950 à aujourd'hui).

### Morphologie urbaine
L'aspect du village est typique des villages dits  villages bosquet, c'est-à-dire :   une route principale (nord-sud) qui le traverse, presque en ligne droite ;  chaque maison se prolonge par un jardin potager, quelquefois un verger et une basse-cour ; un chemin piéton herbeux, dit Tour-de-Ville, est utilisé pour se promener, pour faire circuler les animaux des fermes afin de les conduire aux prés ;  des mares centrales (il y n'en a plus qu'une actuellement) qui étaient utilisées pour faire boire le bétail, de réserves d'eau en cas d'incendie ; des calvaires.

### Habitat et logement
En 2018, le nombre total de logements dans la commune était de 76, alors qu'il était de 78 en 2013 et de 70 en 2008.
Parmi ces logements, 89,9 % étaient des résidences principales, 3,4 % des résidences secondaires et 6,7 % des logements vacants. Ces logements étaient pour 100 % d'entre eux des maisons individuelles et pour 0 % des appartements.
Le tableau ci-dessous présente la typologie des logements au Le Crocq en 2018 en comparaison avec celle de l'Oise et de la France entière. Une caractéristique marquante du parc de logements est ainsi une proportion de résidences secondaires et logements occasionnels (3,4 %) supérieure à celle du département (2,5 %) et à celle de la France entière (9,7 %). Concernant le statut d'occupation de ces logements, 91 % des habitants de la commune sont propriétaires de leur logement (95,7 % en 2013), contre 61,4 % pour l'Oise et 57,5 pour la France entière.
| Typologie                                               | Le Crocq | Oise | France entière |
| ------------------------------------------------------- | -------- | ---- | -------------- |
| Résidences principales (en %)                           | 89,9     | 90,4 | 82,1           |
| Résidences secondaires et logements occasionnels (en %) | 3,4      | 2,5  | 9,7            |
| Logements vacants (en %)                                | 6,7      | 7,1  | 8,2            |

### Voies de communication et transports
Le Crocq est situé sur la route départementale N° 11, la plus courte reliant Amiens et Beauvais. Il est aisément accessible par la sortie 16 de l'autoroute A16.
La commune est desservie, en 2023, par les lignes 615, 616, 6103, 6109 et 6122 du réseau interurbain de l'Oise.

## Toponymie
Le nom du village est attesté sous la forme Kroc en 1220.
Albert Dauzat considère qu'il s'agit du nom de personne germanique Croccus, Crocco pris absolument, formule toponymique fréquente, justifiée par l'absence d'article défini dans les formes anciennes.
Ernest Nègre y voit directement le terme français croc qui désignerait un « village en forme de crochet ».
Une autre hypothèse consiste à rapprocher ce nom des nombreux (le) Crocq, -croc(q) de Normandie, dont les formes les plus anciennes (antérieurement au XIIIe siècle) sont notées Crot, -crot. François de Beaurepaire fait remonter cet élément au vieil anglais croft « pièce de terre »,, « talus, pli, ressaut de terrain » et il n'est pas exclu d'y voir la même explication pour le Crocq, bâti sur un plateau élevé, coupé à l'ouest par des talus dans le versant de la vallée d'Hardivillers.
.
Le -c graphique final est motivé par l'attraction du terme français croc, issu du vieux bas francique *krok.

## Histoire

### Antiquité
La voie romaine Amiens - Beauvais passe près du village, parallèlement et à l'ouest de l'autoroute .

### Moyen Âge
Le Crocq est  un hameau rattaché à la paroisse voisine de Cormeilles jusqu'au 21 mars 1646, il redevint indépendant de 1801 à 1832 avec la qualification de chef-lieu  au lieu de  hameau de Cormeilles .
La dénomination d'écart  est alors attribuée aux bâtisses isolées comme les moulins ou les fermes isolées, il y avait d'ailleurs un moulin à vent situé entre Le Crocq et Cormeilles.
Le territoire est alors couvert d'un bois que l'on nommait la  forêt de Cormeilles .
Le Crocq est une seigneurie de Louis (1172-1205) comte de Blois, puis de Chartres et de Clermont par son mariage en 1184 avec Catherine, comtesse de Clermont-en-Beauvaisis. Cet homme juste est par ailleurs le premier à abolir le servage sur ses terres, par une charte du  7 juin 1196 :
« Moi, Louis, comte de Blois, fais savoir que les hommes n'ont plus à payer la taille. Il sera permis aux bourgeois d'élire douze d'entre eux pour diriger la ville. Si un habitant veut vendre ce qu'il possède, qu'il le vende, s'il veut s'éloigner de la ville, qu'il parte librement. Nul ne fera la corvée" ».
Il  donne cette seigneurie à l'abbaye de Froidmont en 1200 avant de partir pour la quatrième croisade où il devient duc de Nicée (Iznik en Turquie), il meurt en 1205 à la bataille d'Andrinople (Erdine en Turquie).
En 1244, l'abbaye Notre-Dame de Breteuil achète une partie du bois alors dénommé forêt de Cormeille et des terres dont elle fait la ferme de la Quennotaye.

### Révolution française et Empire
La commune, instituée lors de la Révolution française, est absorbée depuis les années 1790-1794 jusqu'à 1832 par celle de Cormeilles.
En 1836, la commune est propriétaire du presbytère, qui sert également d'école. À cette époque, il y a un moulin à vent au Crocq et sa population « très laborieuse confectionne des étoffes de laine ».

## Politique et administration

### Rattachements administratifs et électoraux

#### Rattachements administratifs
La commune se trouve dans l'arrondissement de Beauvais du département de l'Oise.
Elle faisait partie depuis 1801 du canton de Crèvecœur-le-Grand. Dans le cadre du redécoupage cantonal de 2014 en France, cette circonscription administrative territoriale a disparu, et le canton n'est plus qu'une circonscription électorale.

#### Rattachements électoraux
Pour les élections départementales, la commune fait partie depuis 2014 du canton de Saint-Just-en-Chaussée.
Pour l'élection des députés, elle fait partie de la première circonscription de l'Oise.

### Intercommunalité
La commune faisait partie de la communauté de communes de Crèvecœur-le-Grand Pays Picard A16 Haute Vallée de la Celle créée fin 1992.
Dans le cadre des dispositions de la loi portant nouvelle organisation territoriale de la République (Loi NOTRe) du 7 août 2015, qui prévoit que les établissements publics de coopération intercommunale (EPCI) à fiscalité propre doivent avoir un minimum de 15 000 habitants, le préfet de l'Oise a publié en octobre 2015 un projet de nouveau schéma départemental de coopération intercommunale, qui prévoit la fusion de plusieurs intercommunalités, et notamment celle de Crèvecœur-le-Grand (CCC) et celle des Vallées de la Brèche et de la Noye (CCVBN), soit une intercommunalité de 61 communes pour une population totale de 27 196 habitants.
Après avis favorable de la majorité des conseils communautaires et municipaux concernés, cette intercommunalité dénommée communauté de communes de l'Oise picarde et dont la commune est désormais membre, est créée au 1er janvier 2017.

### Liste des maires
| Période                                  | Période                   | Identité            | Étiquette | Qualité                                                                                         |
| ---------------------------------------- | ------------------------- | ------------------- | --------- | ----------------------------------------------------------------------------------------------- |
| Les données manquantes sont à compléter. |                           |                     |           |                                                                                                 |
|                                          |                           |                     |           |                                                                                                 |
| avant 1981                               |                           | Gilbert Dobrenelle  |           |                                                                                                 |
|                                          |                           |                     |           |                                                                                                 |
| mars 1995                                | novembre 2005,            | Guy Lefay           |           | Démissionnaire                                                                                  |
| 13 janvier 2006                          | septembre 2023            | Jean-Pierre Grévin, |           | Chef d'entreprise retraité Président du syndicat des eaux du Crocq ( ? → 2023) Mort en fonction |
| décembre 2023                            | En cours (au 2 juin 2024) | Thierry Germe       |           | Responsable dans l'industrie                                                                    |

## Équipements et services publics
L'école est en regroupement pédagogique intercommunal (RPI) avec Cormeilles et Villers-Vicomte.
La commune s'équipe en 2024 d'une salle polyvalente biosourcée de 220 m2 avec une ossature en bois et une isolation en paille, conçue par l'architecte  Xavier Simonneaux,.

## Population et société

### Démographie

#### Évolution démographique
L'évolution du nombre d'habitants est connue à travers les recensements de la population effectués dans la commune depuis 1836. Pour les communes de moins de 10 000 habitants, une enquête de recensement portant sur toute la population est réalisée tous les cinq ans, les populations de référence des années intermédiaires étant quant à elles estimées par interpolation ou extrapolation. Pour la commune, le premier recensement exhaustif entrant dans le cadre du nouveau dispositif a été réalisé en 2005.

En 2022, la commune comptait 178 habitants, en évolution de −2,73 % par rapport à 2016 (Oise : +0,87 %, France hors Mayotte : +2,11 %).
| 1836 | 1841 | 1846 | 1851 | 1856 | 1861 | 1866 | 1872 | 1876 |
| ---- | ---- | ---- | ---- | ---- | ---- | ---- | ---- | ---- |
| 387  | 407  | 404  | 401  | 401  | 384  | 372  | 318  | 277  |

| 1881 | 1886 | 1891 | 1896 | 1901 | 1906 | 1911 | 1921 | 1926 |
| ---- | ---- | ---- | ---- | ---- | ---- | ---- | ---- | ---- |
| 272  | 263  | 254  | 260  | 257  | 209  | 225  | 202  | 163  |

| 1931 | 1936 | 1946 | 1954 | 1962 | 1968 | 1975 | 1982 | 1990 |
| ---- | ---- | ---- | ---- | ---- | ---- | ---- | ---- | ---- |
| 168  | 157  | 140  | 136  | 152  | 130  | 108  | 93   | 122  |

| 1999 | 2005 | 2006 | 2010 | 2015 | 2020 | 2022 | - | - |
| ---- | ---- | ---- | ---- | ---- | ---- | ---- | - | - |
| 156  | 163  | 158  | 185  | 183  | 176  | 178  | - | - |

#### Pyramide des âges
La population de la commune est relativement jeune.
En 2018, le taux de personnes d'un âge inférieur à 30 ans s'élève à 37,0 %, soit en dessous de la moyenne départementale (37,3 %). À l'inverse, le taux de personnes d'âge supérieur à 60 ans est de 15,9 % la même année, alors qu'il est de 22,8 % au niveau départemental.
En 2018, la commune comptait 92 hommes pour 88 femmes, soit un taux de 51,11 % d'hommes, largement supérieur au taux départemental (48,89 %).
Les pyramides des âges de la commune et du département s'établissent comme suit.
| Hommes | Classe d’âge | Femmes |
| ------ | ------------ | ------ |
| 1,1    | 90 ou +      | 1,2    |
| 2,2    | 75-89 ans    | 4,7    |
| 8,9    | 60-74 ans    | 14,0   |
| 33,3   | 45-59 ans    | 18,6   |
| 17,8   | 30-44 ans    | 24,4   |
| 15,6   | 15-29 ans    | 17,4   |
| 21,1   | 0-14 ans     | 19,8   |

| Hommes | Classe d’âge | Femmes |
| ------ | ------------ | ------ |
| 0,5    | 90 ou +      | 1,4    |
| 5,5    | 75-89 ans    | 7,6    |
| 15,6   | 60-74 ans    | 16,3   |
| 20,8   | 45-59 ans    | 20     |
| 19,4   | 30-44 ans    | 19,4   |
| 17,6   | 15-29 ans    | 16,2   |
| 20,6   | 0-14 ans     | 19,1   |

## Culture locale et patrimoine

### Lieux et monuments

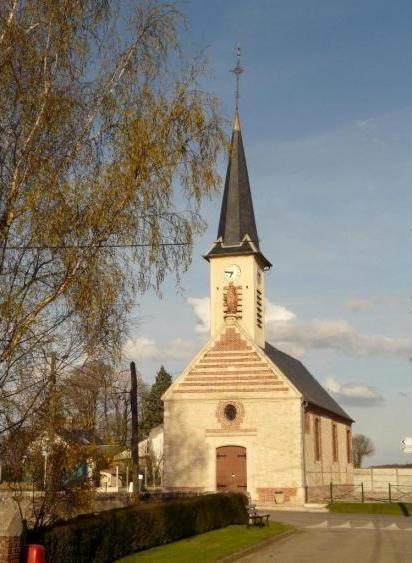
L'église Saint-Louis.

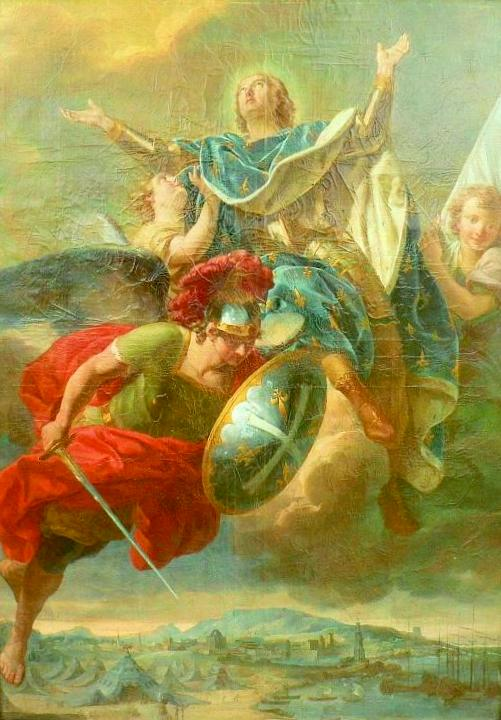
L'Apothéose de Saint-Louis, tableau classé de l'église.

- L'église Saint-Louis, construite dans les années 1780, constitue un bon exemple de l'architecture religieuse rurale à la fin de l'Ancien Régime et constituée d'une nef unique terminée par une abside à trois pans, 
L'intérieur dispose d'un mobilier liturgique de la même époque, avec notamment les trois autels et la chaire. Des décorations datent du XIXe siècle avec des panneaux peints de scènes liturgiques, des statues avec dais, tous de couleurs vives, une voûte étoilée de couleur bleu nuit, des luminaires en métal richement ouvragés, l'ensemble inspiré de l'idée que l'on se faisait à l'époque de l'art médiéval[42]. 
On peut également noter un tableau du XVIIe siècle, l'Apothéose de Saint-Louis Classé MH (1913)[43].

### Personnalités liées à la commune
Louis Graves indique « La maison de Vendeuil possédait au dix-septième siècle le domaine du Crocq qu'eut par un échange avec l'abbaye de Froidmont le 21 mars 1646, pour les fiefs de Heilly et de La Motelette sis à Bailleul-sur-Thérain. Louis de Vendeuil maréchal de camp lieutenant pour le roi à Doullens, ayant réuni les fermes de la Quennotaye, de Bellassise et de Malassise qui comprenaient la plus grande partie du territoire, construisit un château et une chapelle dont il obtint en 1661 l'érection en cure sous l'invocation de Saint-Louis.
Le domaine du Crocq passa plus tard au marquis de Runaigny ; il a été partagé depuis, le château démoli et le parc arrache ».

### Héraldique
| Blason de Crocq (Le) | Blason  | Tiercé en pairle renversé: au 1er de gueules à la gerbe de blé d'or, au 2e d'azur à la fleur de lis d'or, au 3e d'argent au chêne au naturel. |
| Blason de Crocq (Le) | Détails | Le statut officiel du blason reste à déterminer.                                                                                              |

## Pour approfondir